# Feraoun
Feraoun (em árabe: فرعون) é uma comuna localizada na província de Bugia, no norte da Argélia. Segundo o censo de 2008, a população total da cidade era de 15 482 habitantes.